# 14088 Ancus
14088 Ancus eller 1997 JB10 är en asteroid i huvudbältet som upptäcktes den 3 maj 1997 av den italienske astronomen Vincenzo Silvano Casulli vid Colleverde-observatoriet. Den är uppkallad efter Ancus Marcius.
Asteroiden har en diameter på ungefär 2 kilometer.